# نیلس کارلسون
نیلس کارلسون (انگلیسی: Nils Karlsson; ۲۵ ژوئن ۱۹۱۷ – ۱۶ ژوئن ۲۰۱۲) اسکی‌باز صحرانوردی اهل سوئد بود.